# Luka (bande dessinée)
Pour les articles homonymes, voir Luka.

Luka est une série de bande dessinée écrite par Denis Lapière et dessinée par Gilles Mezzomo ; colorisée par Béatrice Monnoyer (tomes 1 à 5) et Cerise (depuis le tome 5). Elle est publiée depuis 1996 par l'éditeur Dupuis, dans la collection « Repérages ».

## Synopsis
Luka est un étudiant en sociologie et un consultant qui aide la police et la justice marseillaise à intervenir dans les quartiers difficiles. Cependant, il se retrouve souvent à agir dans le cadre de crimes à cause des circonstances ou des souvenirs de l'assassinat de son père par la mafia quand il était enfant.

## Personnages

### Luka Borshogovochnyy
Prononcé « louka », c’est un Ukrainien installé en France avec ses parents ; il a cessé sa carrière de sprinter pour conserver sa nationalité. Après des études de sociologie, il apporte ses connaissances sur les faits divers et les crimes aux autorités chargées d'enquête, à des scénaristes de film.
Peu de temps après l'arrivée de la famille à Marseille, son père est assassiné sous ses yeux par deux tueurs de la mafia. Sa mère est visible dans les tomes 3 et 4 au cours desquels elle est opérée.
Son meilleur ami, Jimmy, vit dans les quartiers Nord de Marseille. Il l'a connu lors de la préparation de son mémoire sur les banlieues.

### Autorités
Ingrid Autissier, commissaire de police à Marseille, elle est très proche de Luka et enquête assez souvent sur des affaires où il se retrouve mêlé. Elle travaille en équipe avec deux inspecteurs habillés de manière décontractée.
Le juge d'instruction Lonchay se sert régulièrement des services de Luka.

## Albums
Deux tomes forment une histoire complète.
1. C'est toujours une histoire de femme, novembre 1996
2. La peur est la couleur de la mort, septembre 1997
3. Et j'ai la haine, juin 1998[1]
4. Vies gâchées, vies perdues, mars 1999
5. Une balle dans la tête, mars 2000
6. Les actrices ne font pas le printemps, février 2001
7. Lame de fond, mars 2002
8. La Stratégie du crabe, mars 2003
9. Une guerre de basse intensité, novembre 2004[2]
10. Secret défense, septembre 2006[3]

La première édition du tome 5 a été publiée dans un coffret comprenant Carole point com, une nouvelle de Lapière, illustrée par Mezzomo.

## Intrigues
Chaque couple de deux tomes constituent une histoire complète. À chaque couple, le scénariste a imaginé un narrateur ponctuel, parfois mis en place de manière originale.
- Tomes 1 et 2 : à Sainte-Noire, ville fictive de Savoie dominée par une montagne imposante, Luka étudie les conséquences d'un ancien fait divers sur les relations entre la police et une bande de motards. Mais, il décide de se passionner pour la découverte du cadavre d'une jeune femme découverte les seins tranchées dans la voiture d'un notable local. Le narrateur est un homme misanthrope et reclus dans un chalet et qui espionne toute la ville à l'aide de télescopes perfectionnés.
- Tomes 3 et 4 : alors qu'il accompagne sa mère dans un hôpital de la périphérie marseillaise pour une opération, Luka se retrouve au cœur d'une série de meurtres et est convaincu d'avoir aperçu un des assassins de son père. La narratrice est une infirmière que les tueurs ont essayé d'éliminer et qui est en réanimation, entre la vie et la mort. Son âme erre dans l'hôpital et assiste impuissante aux meurtres.
- Tomes 5 et 6 : pendant le festival de Cannes, Luka profite des fêtes et de la compagnie de Laurence et Béatrice, actrices du film pour lequel il a été conseiller pour élaborer le scénario. Mais, un soir, Béatrice sort un pistolet et tire sur les membres de la production, Luka et Laurence, avant de se suicider. Luka, blessé, échappe à une visite d'hommes de main de la mafia, à la recherche du journal intime de Béatrice ; ils emmènent Laurence blessée comme otage. Pas de narrateur, mais l'histoire est ponctuée de flashbacks sur l'évolution du personnage de Béatrice.
- Tomes 7 et 8 : dans un terrain vague du port de Marseille, un enfant est tué pour avoir vu le meurtre d'un immigré africain par des complices des passeurs ; le juge Lonchay appelle Luka, car le gosse est un habitant d'un quartier difficile. Pendant ce temps, le commissaire Albertini demande à Ingrid pour d'enquêter sur un cargo soupçonné de contrebande de cigarettes. Le narrateur est le Levyani, le cargo au cœur des intrigues.
- Tomes 9 et 10 : Carlito est un jeune joueur de football littéralement importé par le club ASO Luberon, dirigé par un homme d'affaires à la Tapie. Le couple de gens simples qui logent Carlito est bien en peine : en une journée, les parents de Carlito ont disparu alors qu'ils devaient arriver de Miami pour voir leur fils, leur maison est cambriolée et Carlito subit une tentative d'enlèvement. Le juge Lonchay, narrateur de l'histoire, confie la sûreté de l'enfant à Luka.